# I'll Be There (Emma Bunton)
I'll Be There è il terzo singolo estratto dal secondo album della cantautrice inglese Emma Bunton, Free Me, per l'etichetta discografica Polydor.
Pubblicato il 26 gennaio 2004 in Inghilterra, ha debuttato e raggiunto la posizione numero sette nella classifica dei singoli inglese, ottenendo così una posizione più bassa di quelle dei precedenti singoli estratti dallo stesso album. Il video, girato a Parigi e in bianco e nero, è stato diretto da Giuseppe Capotondi.

## Tracce e formati
- UK CD 1

1. "I'll Be There" (single version) – 3:23
2. "Taking It Easy" – 3:58
3. "I'll Be There" (Europa XL Vocal Mix) – 5:39
4. "I'll Be There" (Bimbo Jones Vocal Mix) – 6:58
5. "I'll Be There" (video) – 3:23

- UK CD 2

1. "I'll Be There" – 3:23
2. "So Long" – 3:53

## Classifiche
| Classifica            | Posizione |
| --------------------- | --------- |
| Classifica britannica | 7         |
| Classifica irlandese  | 42        |